# Michael Jan Friedman
Michael Jan Friedman (New York, 7 marzo 1955) è uno scrittore di fantascienza statunitense.

## Biografia
Nato a New York, Michael Jan Friedman è autore di quasi sessanta libri di narrativa e saggistica, oltre la metà dei quali appartenenti al franchise di Star Trek. Friedman ha scritto anche più di 150 fumetti, la maggior parte dei quali per la DC Comics.

## Romanzi

### Star Trek

#### Star Trek
- Double, Double (1989)[3]
- Legacy (1991)
- Faces of Fire (1992)
- The Disinherited (1992) (con Peter David e Robert Greenberger)
- Republic: My Brother's Keeper 1 (1998)
- Constitution: My Brother's Keeper 2 (1998)
- Enterprise: My Brother's Keeper 3 (1998)

#### Star Trek: The Next Generation
- A Call to Darkness (1989)
- Doomsday World (1990) (con Carmen Carter, Peter David e Robert Greenberger)
- Un'ombra dal passato (Fortune's Light) (1990)
- Requiem (Requiem) (1994) (con Kevin Ryan)
- The First Virtue: Double Helix 6 (1999) (con Christie Golden)
- Reunion (1991)
- Il naufrago del tempo (Relics) (1992)
- Ieri, oggi, domani... (All Good Things...) (1994)
- Il destino di Spock (Crossover) (1995)
- Kahless (1996)
- X-Men: Planet X (1998)
- Q's Guide to the Continuum (1998) (con Robert Greenberger)
- Valiant (The Valiant, 2000)
- Double Helix Omnibus (2002) (con John Gregory Betancourt, Diane Carey, Peter David, Christie Golden, Kristine Kathryn Rusch, Dean Wesley Smith e John Vornholt)
- The Hand of Kahless (2004) (con John M. Ford)
- Death in Winter (2005)

#### Star Trek: Miscellanea
- The Modala Imperative (1992)
- Shadows on the Sun (1993)
- Starfleet Year One (2001)
- Star Trek: Starfleet Academy
  - #6. Mystery of the Missing Crew (1994)
  - #7. Secret of the Lizard People (1995)
- Star Trek: Deep Space Nine
  - #18. Saratoga (1996)
- Il giorno dell'Onore: Anima Klingon (Star Trek: Day of Honor - Her Klingon Soul) (1997)
  - Star Trek Day of Honor (1997) (con Diane Carey, L.A. Graf, Kristine Kathryn Rusch e Dean Wesley Smith)
- Il tesoro di Dujonian (Star Trek, the Next Generation: The Captain's Table, Book Two: Dujonian's Hoard) (1998)
- Star Trek: Stargazer

1. Gauntlet (2002)
2. Progenitor (2002)
3. Stargazer: Three (2003)
4. Oblivion (2003)
5. Enigma (2003)
6. Maker (2004)

### Star Wars
The New Jedi Order Series
Knightfall I: Jedi Storm (primo e unico episodio di una serie che si sarebbe dovuta comporre di tre episodi, mai più pubblicati).

### Altri romanzi
- After Earth: A Perfect Beast (2013) (con Robert Greenberger e Peter David)
- After Earth: Savior (2013) (racconto)
- Aliens: Original Sin (2005)
- Batman & Robin (Batman and Robin) (1997)
- Exile (1996)
- Fantastic Four: Redemption of the Silver Surfer (1998)
- The Glove of Maiden's Hair (1987)
- Lois & Clark: The New Adventures of Superman: Heat Wave (1996)
- Lois & Clark: The New Adventures of Superman: Exile (1996)
- Lois & Clark: The New Adventures of Superman: Deadly Games (1996)
- Tomb Raider Tech Manual (2001)
- Magic Mirror (1988)
- Predator: Flesh And Blood (2007) (con Robert Greenberger)
- The Ultimates: Tomorrow Men (2006)
- The Hammer and the Horn (1985)
- The Seekers and the Sword (1985)
- The Fortress and the Fire (1988)
- The Adventures of Wishbone: Hunchdog of Notre Dame (1997)
- The Adventures of Wishbone: The Mutt in the Iron Muzzle (1997)
- Wishbone Mysteries: The Stolen Trophy (1998)
- Wishbone Mysteries: The Sirian Conspiracy (2000)
- The Wolfman: Hunter's Moon (2007)

## Saggi
- Star Trek Federation Guide (1997) (Star Trek: The Original Series)[4]

## Filmografia
- Star Trek: Voyager - serie TV, episodio 2x12 (1995) - con Kevin J. Ryan